# Skanör med Falsterbo

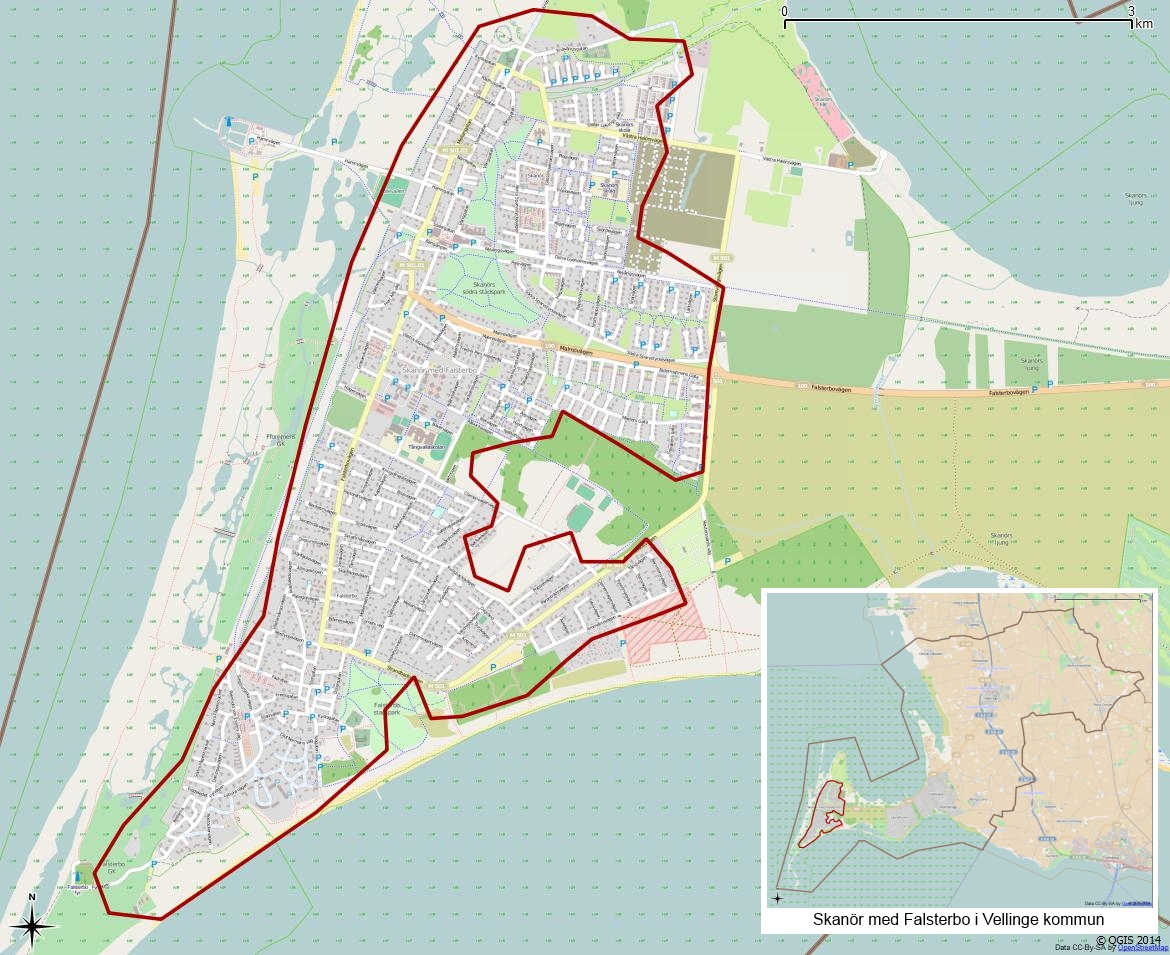
Tätorten Skanör med Falsterbos avgränsning 1990.

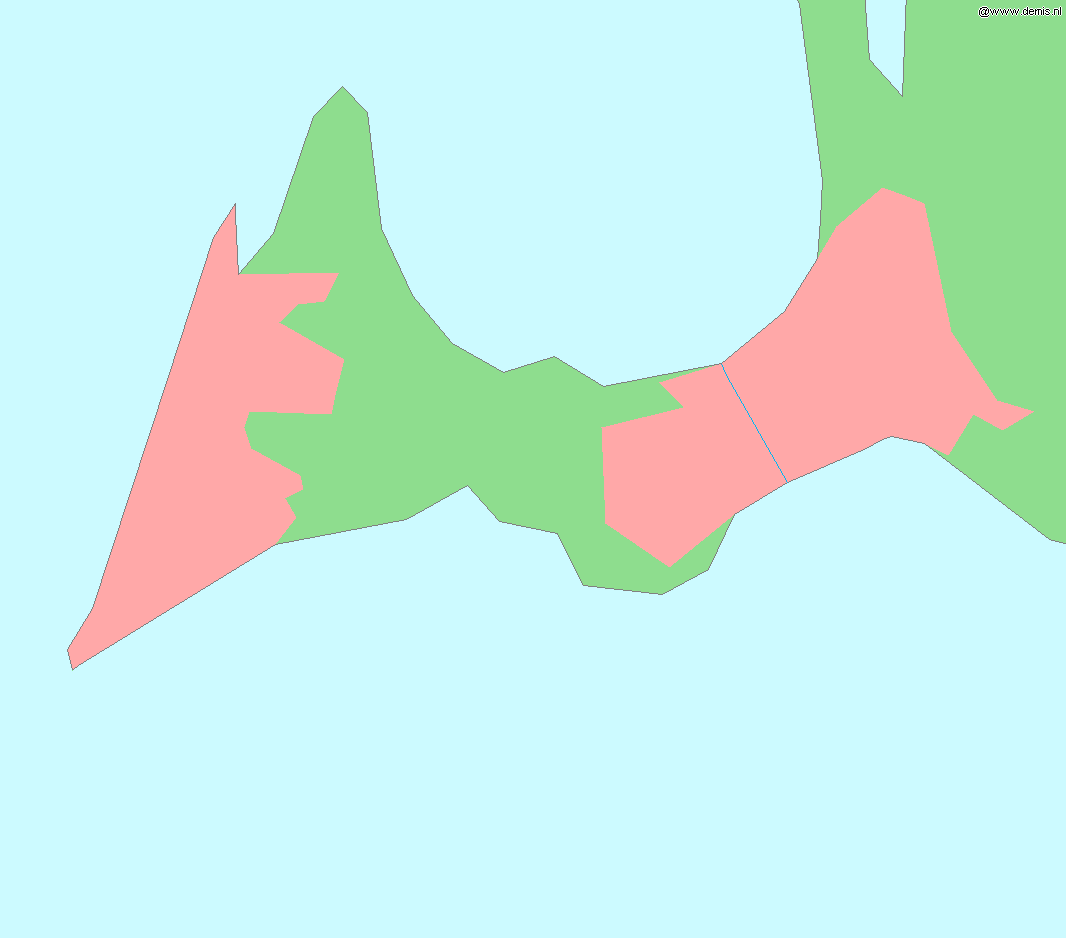
Karta över Falsterbohalvön. Skanör med Falsterbo är tätorten till vänster på kartan (Falsterbo i söder och Skanör i norr). Tätorterna till höger är Ljunghusen och Höllviken på ömse sidor om Falsterbokanalen.

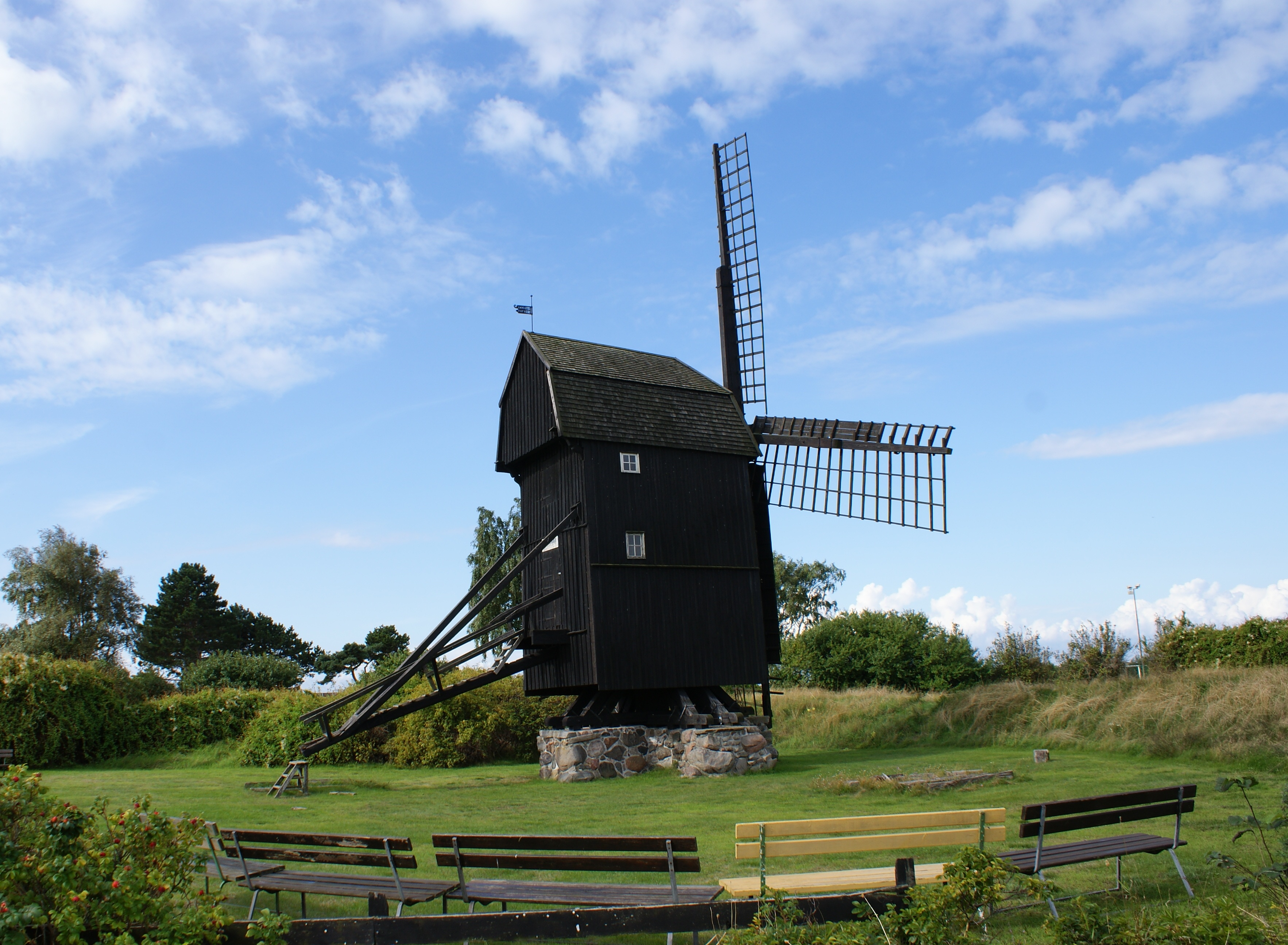
Skanörs mölla.

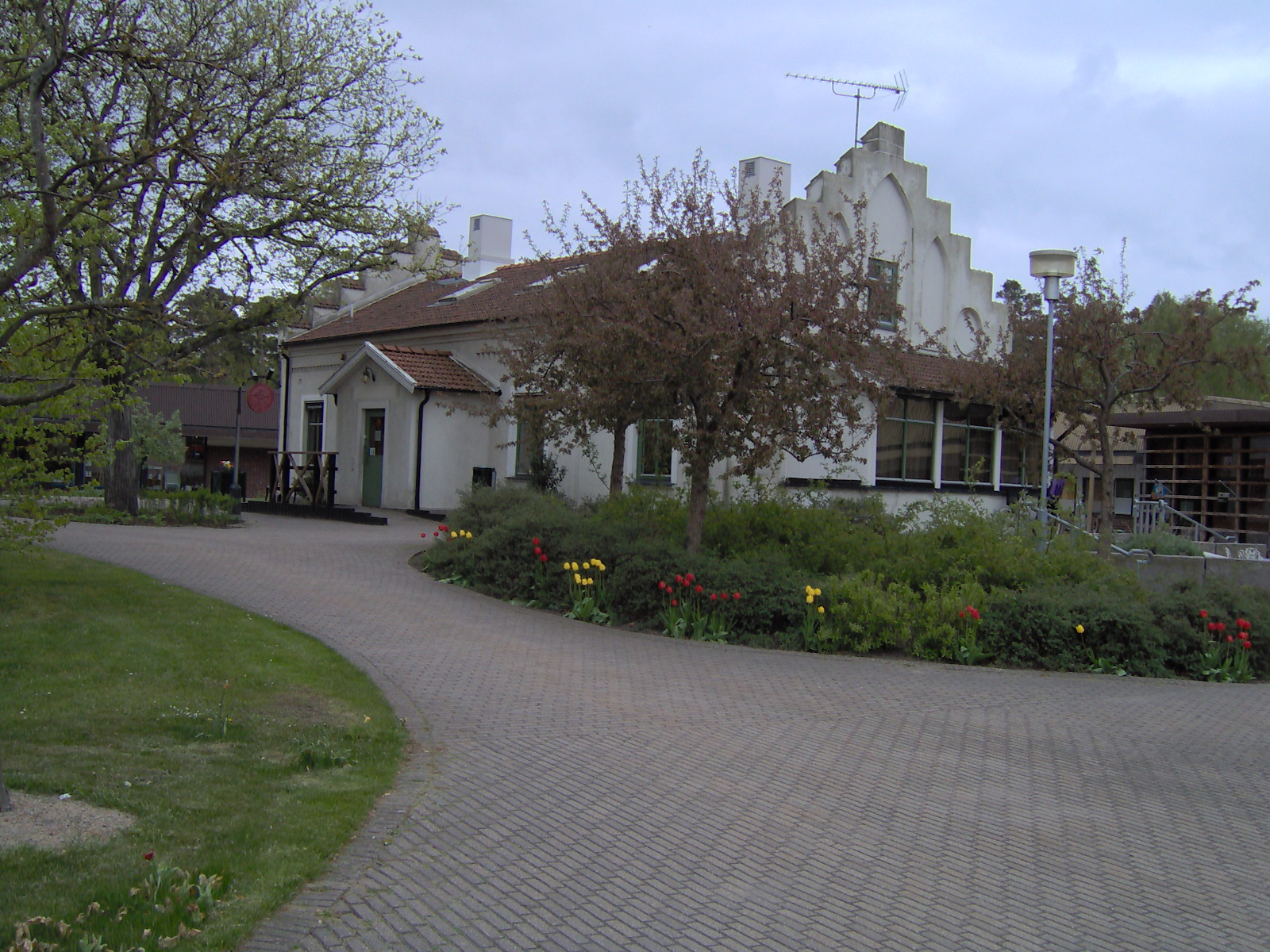
Skanörs station idag på Bäckatorget i Skanör, numera restaurang.

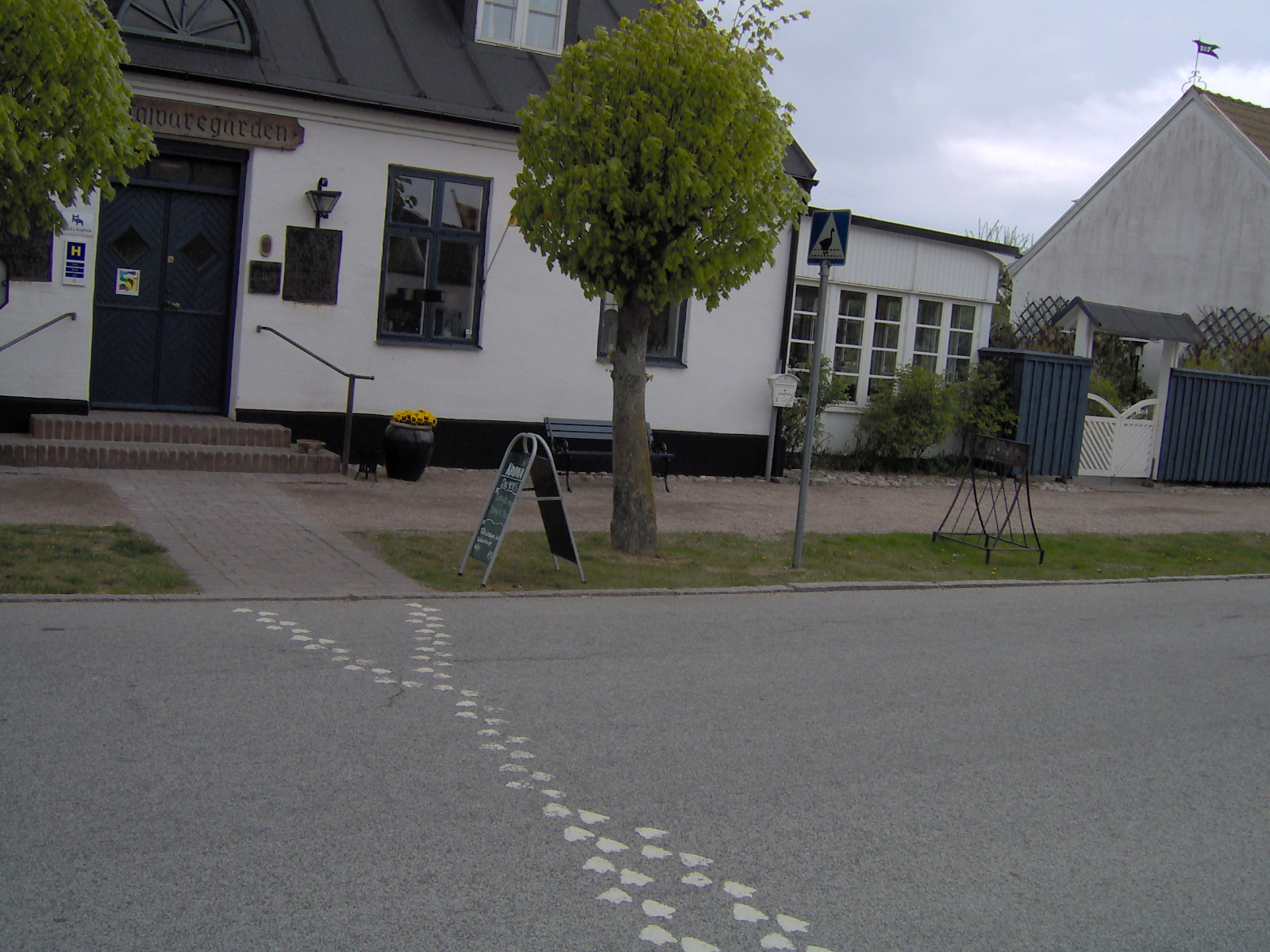
Gåsövergångsstället i Skanör precis utanför Gästgivaregården.

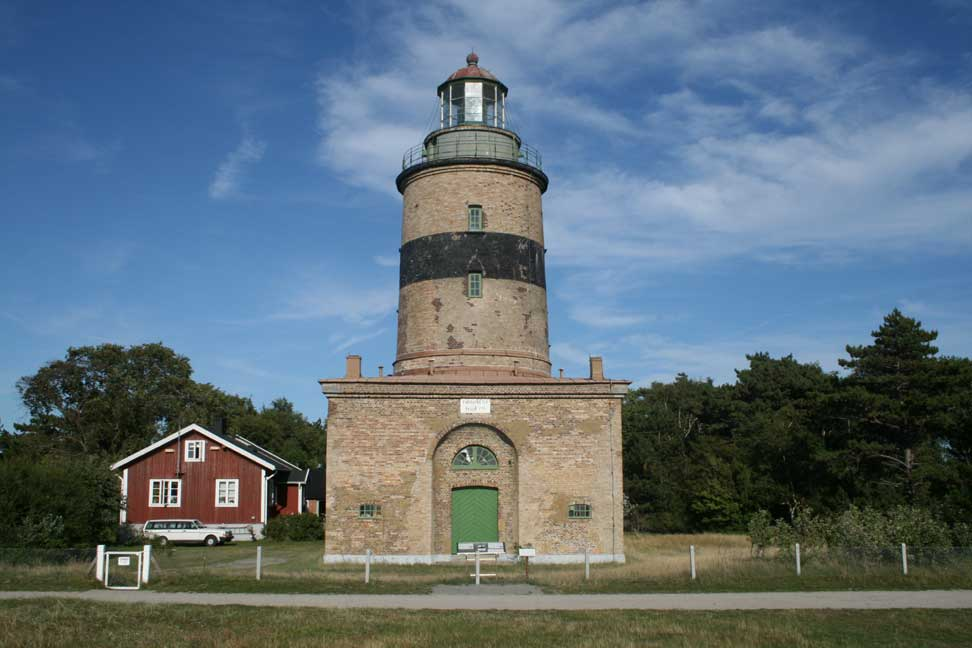
Falsterbo fyr.

Skanör med Falsterbo är en tätort och kommundel i Vellinge kommun i Skåne län. Den utgörs av de under 1960-talet sammanvuxna, och sedan 1754 gemensamt styrda, medeltida småstäderna Falsterbo och Skanör, som dock fortsatt utgör två olika postorter, och utgjorde två separata församlingar till 2002. Gränsen mellan Skanör och Falsterbo består traditionellt av en fornminnesmärkt tångvall som löper mellan naturområdena Flommen (vattendraget Slusan) och Skanörs ljung. Söder om den är Falsterbo och norr om den är Skanör. Det har aldrig funnits några ortnamnsskyltar med det kombinerade namnet, utan orterna har alltid ansetts som två åtskilda orter, även i tal.

## Geografi
Tvillingorterna ligger på Falsterbonäset, Skånes och Sveriges sydvästligaste spets, drygt 30 km vägavstånd sydväst om Malmö. Det bor flest människor i Skanör, i norr, medan det kommer flest turister till Falsterbo, i söder.

## Historia
Skanör uppstod under slutet av 1100-talet och Falsterbo tillkom troligtvis strax därefter. S:ta Gertruds kyrka i Falsterbo härrör från 1200-talet. De båda orterna, som då tillhörde Danmark, blev under medeltiden rika och ansedda genom att området under varje sensommar och höst var ett betydande centrum för handel och sillfiske. Den danske kungen uppförde omkring år 1220 borgen i Skanör. På stranden mellan städerna pågick kommersen på den så kallade Skånemarknaden. Olika städer från norra Europa hade sina fasta marknadsområden, så kallade "fit" eller "fed", en bit upp från stranden. 
Snart uppfördes också en borg i Falsterbo. 1311 intogs denna av de vendiska hansestäderna Rostock, Wismar och Greifswald under kriget mellan dessa och den danske kungen Erik Menved. Efter krigets slut började kungen bygga ett nytt och större slott, Falsterbohus, som stod färdigt omkring 1318. Den gamla borgen i Skanör miste härigenom sin betydelse. Olof av Danmark och Norge, son till drottning Margareta, dog på Falsterbohus år 1387. 
Sedan silltillgången minskat i området i slutet av medeltiden minskade Skanörs och Falsterbos betydelse. Skånemarknaden upphörde, varefter städerna förföll. Därefter förblev de obetydliga småstäder. Under en period efter andra världskriget var Skanör med Falsterbo Sveriges minsta stad. Först under slutet av 1960-talet började tätorten växa betydligt, i och med att den utvecklades till att bli en utpräglad pendlingsort (främst till Malmö).

### Skånemarknaden
Från 1100-talet till 1500-talet hölls Skånemarknaden på Falsterbohalvön på strandremsan mellan Skanör och Falsterbo. Det var en av Nordeuropas viktigaste varumarknader, uppbyggd kring sillfisket kring Falsterbonäset. I Skanör-Höll (fiskeläge öster om Skanör) och Höllviken – viken mellan Skanör och fastlandet – kunde sillen stå så tätt att man kunde håva upp den med enkla redskap i båtarna. Vissa år producerades upp till 300 000 tunnor sill, som saltades med salt från Nordtyskland som Hansans handelsmän tillhandahöll, och såldes vidare i hela Europa. Det var den katolska kyrkans fastehögtider, där kött var förbjudet men fisk var tillåtet, som skapade en stor efterfrågan på sillen.
Skånemarknaden var tidvis den danska kungamaktens största inkomstkälla.

### Järnvägtrafik
Mellan 1904 och 1971 trafikerades staden av Vellinge-Skanör-Falsterbo Järnväg, även kallad Falsterbobanan, med station i Skanör och slutstation i Falsterbo.

### Administrativ tillhörighet
De bägge städerna förenades 1754 till en politisk enhet under gemensam borgmästare, Skanör med Falsterbo stad. Skanör med Falsterbo stad ombildades vid kommunreformen 1862 till en stadskommun.  1974 upphörde staden att existera som egen kommun, då den införlivades med Vellinge kommun.
I kyrkligt avseende har orten hört till Skanörs församling och Falsterbo församling ända fram till 2002 då Skanör-Falsterbo församling bildades.
Orten ingick till 1947 i domkretsen för Skanör med Falsterbo rådhusrätt och därefter i Oxie och Skytts häraders tingslag. Från 1971 till 2002 ingick orten i Trelleborgs domsaga och från 2002 ingår orten i Malmö domsaga.

### Befolkningsutveckling
| Befolkningsutvecklingen i Skanör med Falsterbo 1960–2020 | Befolkningsutvecklingen i Skanör med Falsterbo 1960–2020 | Befolkningsutvecklingen i Skanör med Falsterbo 1960–2020 | Befolkningsutvecklingen i Skanör med Falsterbo 1960–2020 | Befolkningsutvecklingen i Skanör med Falsterbo 1960–2020 |
| -------------------------------------------------------- | -------------------------------------------------------- | -------------------------------------------------------- | -------------------------------------------------------- | -------------------------------------------------------- |
|                                                          |                                                          |                                                          |                                                          |                                                          |
| År                                                       |                                                          |                                                          | Folkmängd                                                | Areal (ha)                                               |
| 1960                                                     | 1960                                                     |                                                          | 891                                                      |                                                          |
| 1965                                                     | 1965                                                     |                                                          | 1 443                                                    |                                                          |
| 1970                                                     | 1970                                                     |                                                          | 3 127                                                    |                                                          |
| 1975                                                     | 1975                                                     |                                                          | 4 909                                                    |                                                          |
| 1980                                                     | 1980                                                     |                                                          | 5 854                                                    |                                                          |
| 1990                                                     | 1990                                                     |                                                          | 6 833                                                    | 539                                                      |
| 1995                                                     | 1995                                                     |                                                          | 7 081                                                    | 542                                                      |
| 2000                                                     | 2000                                                     |                                                          | 7 087                                                    | 542                                                      |
| 2005                                                     | 2005                                                     |                                                          | 6 861                                                    | 542                                                      |
| 2010                                                     | 2010                                                     |                                                          | 6 937                                                    | 542                                                      |
| 2015                                                     | 2015                                                     |                                                          | 7 077                                                    | 579                                                      |
| 2020                                                     | 2020                                                     |                                                          | 7 452                                                    | 589                                                      |
|                                                          |                                                          |                                                          |                                                          |                                                          |

## Kyrkobyggnader
- Skanörs kyrka
- Falsterbo kyrka

## Kommunikationer
Till Skanör och Falsterbo går länsväg 100.
Bussarna körs av Bergkvarabuss för Skånetrafiken.
- Skåneexpressen 15 går från centralstationen i Malmö till Skanör Centrum.
- Linje 300 går från Hyllie station i Malmö till Falsterbo Strandbad via Skanör

## Evenemang
Ett större evenemang är Falsterbo Horse Show. Ett annat årligt inslag är Gåsaloppet vilket sedan 1984 arrangeras på midsommarafton på Östergatan i Skanör. Sträckan är 757,1 meter, där deltagarna i lag om sex personer, varav minst två kvinnor, går i "gåsarad" efter varandra på specialskidor.